# (2935) Naerum
(2935) Naerum (1976 UU) – planetoida z pasa głównego asteroid okrążająca Słońce w ciągu 4,19 lat w średniej odległości 2,6 j.a. Odkryta 24 października 1976 roku.